# Гурьев, Сергей Геннадьевич
Серге́й Генна́дьевич Гу́рьев (род. 26 февраля 1961 года, Москва) — российский журналист, музыкальный критик, продюсер и музыкант (основатель советской панк-группы «Чистая любовь»). Известен как автор множества статей в советских подпольных рок-журналах, кроме того, является автором монографической книги о группе «Звуки Му».

## Биография

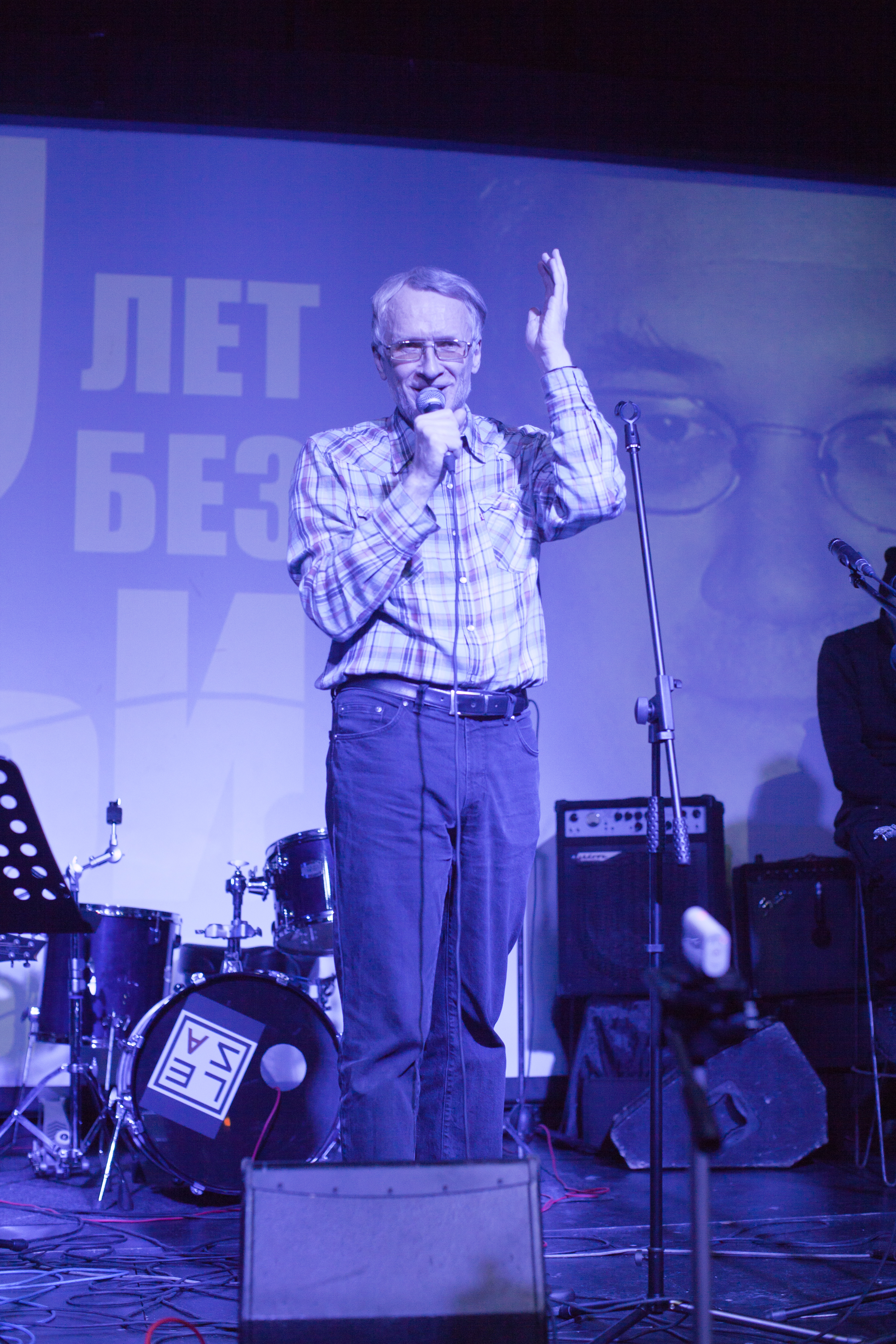
На концерте памяти Ильи Кормильцева, 2017 года

Родился 26 февраля 1961 года в Москве, учился в экспериментальной школе № 91, потом окончил факультет искусствоведения МГУ, защитив диплом на тему «Молодёжная контркультура 60-х годов как художественно-эстетический феномен». С юных лет интересовался рок-музыкой, в июне 1981 года первая его публикация появилась в подпольном самиздатовском журнале «Зеркало». Начиная с 1985 года входил в состав редколлегии журнала «Урлайт», одновременно с этим сотрудничал с такими изданиями как «Юность» и «Зомби», освещая в основном деятельность отечественных рок-музыкантов. В 1985 году основал вместе с Максимом Волковым группу «Чистая любовь», творчество которой было зафиксировано в магнитоальбоме — «Московские чувства», вошедшем в книгу «100 магнитоальбомов советского рока». В 1987 году принимал участие в организации рок-фестиваля «Подмосковные вечера». В 1989—1991 и 2001—2002 годах совместно с дизайнером Александром С. Волковым издавал культовый молодёжный журнал «Контркультура», одной из главных тем которого являлся сибирский панк-рок (программная статья — «Bedtime for Democracy» в № 2, 1990).
В начале 1990-х годов печатался в рок-газете «Энск» (в частности, отметился такими материалами как «Мимо фашизма» и «Концептуальное интервью»), а также в газете о современном искусстве «Гуманитарный фонд». В 1993 году, вновь совместно с Александром С. Волковым, запустил авангардно-культурологический журнал под названием Pinoller (программные статьи — «Жёлтый туман», «Энергетика пошлости»). Годом позже принимал активное участие в создании книги Александра Кушнира «Золотое подполье», которая по сути представляет собой полную энциклопедию всего советского рок-самиздата. Помимо журналистской работы занимался организацией ряда фестивалей независимой музыки, в том числе «Подольск—87», «Индюки» (1991, 1994), «Индюки Златоглавые» (1992), «850 лет московского андеграунда» (1997).
Начиная с 1997 года Гурьев стал соредактором музыкальной газеты «Московский бит», которая была музыкальным приложением «Новой газеты». С 1999 года занимался продюсированием петербургской панк-группы «Дочь Монро и Кеннеди», организовывал их концерты в Москве. Ранее, в 1991—1993 годах, был директором психоделической группы «Рада и Терновник», продюсировал её дебютный альбом «Графика». В последние годы работает с певицей, пианисткой и автором песен Мариной Барешенковой, на счету которой два официальных релиза: «Дальше» (Отделение «Выход»/SOUNDRUSSIA, 2012) и «Vox Et Amicus Eius» (Геометрия, 2017).
В 2008 году написал книгу, посвящённую группе «Звуки Му» и Петру Мамонову. Ныне работает в музыкально-информационном агентстве «Кушнир Продакшн», кроме того, является вокалистом, исполнителем на казу и соавтором части текстов песен в группе «Чистая любовь», созданной в 1985 году совместно с однокурсником по МГУ Максимом Волковым. Группа выпустила три студийных альбома, хотя большой популярностью никогда не обладала. В 2014 году «Полное собрание сочинений» группы «Чистая любовь» было выпущено как коллекционное издание (3СD+DVD) лейблом «Геометрия».